# Petromica massalis
Petromica massalis är en svampdjursart som beskrevs av Arthur Dendy 1905. Petromica massalis ingår i släktet Petromica och familjen Desmanthidae.
Artens utbredningsområde är Sri Lanka. Inga underarter finns listade i Catalogue of Life.